# Squad (jogo eletrônico)
Squad é um jogo eletrônico de tiro em primeira pessoa tático, com foco em realismo militar (MilSim), desenvolvido e publicado pela desenvolvedora independente canadense Offworld Industries, exclusivamente através da plataforma de distribuição Steam. O jogo é considerado um sucessor espiritual da modificação Project Reality para Battlefield 2. Squad retrata combates modernos realistas entre facções militares e paramilitares, em grandes e expansivos campos de batalha. O jogo foi disponibilizado em Acesso antecipado na Steam em dezembro de 2015, e foi lançado oficialmente em setembro de 2020.

## Jogabilidade
Fiel ao seu lema, "Comunicar. Coordenar. Conquistar.", a jogabilidade de Squad enfatiza o trabalho em equipe estratégico, a comunicação precisa e o combate com armas combinadas em batalhas multijogador extensas e prolongadas.
Squad herda muitos elementos de jogabilidade de seu antecessor, Project Reality, com modos de jogo que dão grande ênfase à coordenação entre equipes. As partidas ocorrem em campos de batalha realistas extremamente amplos, com até 36 km2 (14 sq mi) de extensão, permitindo o uso de uma ampla variedade de veículos, como tanques de batalha principais, blindados de transporte de tropas, caminhões de suprimento e helicópteros militares. As duas equipes competem pelo controle de objetivos variados — como pontos estratégicos a serem capturados ou esconderijos de armas a serem destruídos — utilizando combate entre infantaria e veículos. Para facilitar manobras táticas, líderes de esquadrão podem construir bases operacionais avançadas pelo mapa, que servem como pontos de renascimento para toda a equipe e devem ser constantemente abastecidas por uma rede logística.
Ambas as equipes são controladas por meio do sistema de "tickets", que simula a efetividade em combate. A perda de locais estratégicos, a destruição de bases operacionais avançadas ou de veículos, bem como os renascimentos de soldados, reduzem os tickets da equipe. Em todos os modos de jogo, a equipe que atingir zero tickets perde imediatamente a partida.
No entanto, esgotar a capacidade de combate do inimigo é apenas uma das formas de vencer, pois diferentes modos de jogo possuem condições únicas de vitória que recompensam o pensamento estratégico e a movimentação tática. Por exemplo, no modo "invasão", a equipe atacante vence automaticamente ao capturar o último ponto, independentemente dos tickets restantes da equipe defensora.
Squad possui sete modos de jogo distintos:
- Advance and Secure (AAS)
- Random Advance and Secure (RAAS)
- Invasion (INV)
- Skirmish
- Destruction
- Territory Control
- Insurgency

## Estrutura dos Esquadrões
Cada partida é disputada entre duas equipes adversárias compostas por 50 jogadores cada, divididos em esquadrões com no máximo 9 integrantes.
Cada esquadrão é liderado por um líder de esquadrão, que pode se comunicar com os outros líderes aliados, reivindicar veículos, construir base operacional avançada e posicionar pontos de renascimento. Qualquer líder de esquadrão pode também se candidatar ao cargo de comandante, que, após ser eleito, pode coordenar o plano de batalha da equipe e solicitar suporte adicional, como reconhecimento por drones e artilharia.
Os membros do esquadrão têm acesso a diferentes kits (ou classes) com funções específicas no combate. Esses kits incluem:
- Fuzileiros, que fornecem munição e enfrentam inimigos de infantaria;
- Antitanque leve (LAT), que utilizam armas antitanque portáteis (MANPATS) para destruir veículos;
- Médicos, que têm a função de reviver e curar companheiros feridos;
- Tripulantes, responsáveis por operar veículos blindados;
- Pilotos, que controlam helicópteros.

Todos os kits incluem uma ferramenta de entrincheiramento, utilizada para construir estruturas posicionadas pelos líderes de esquadrão.

## Facções
Atualmente, Squad conta com quatorze facções jogáveis, divididas em três categorias: BLUFOR, REDFOR e INDFOR, que variam conforme o mapa e o modo de jogo selecionado. As forças armadas reais representadas no lado BLUFOR incluem o Exército dos Estados Unidos, o Corpo de Fuzileiros Navais dos Estados Unidos, o Exército Britânico, o Exército Canadense e o Exército Australiano. No lado REDFOR, estão as Forças Terrestres da Rússia, as Tropas Aerotransportadas da Rússia, o Exército de Libertação Popular da China e o Corpo de Fuzileiros Navais do Exército de Libertação Popular da China.
Já a categoria INDFOR reúne cinco facções convencionais e não convencionais, inspiradas em grupos fictícios e reais:
- Insurgentes, baseados em diversos grupos insurgentes do Oriente Médio;
- Milícia Irregular, inspirada em forças paramilitares da Europa Oriental e dos Bálcãs;
- Aliança do Oriente Médio (Middle Eastern Alliance), uma coalizão militar fictícia composta por forças armadas de países do Oriente Médio e da Ásia Central;
- Forças Terrestres da Turquia;
- Uma facção de Empregados Militares Privados (PMC), baseada em várias empresas militares privadas ocidentais.

## Desenvolvimento
O desenvolvimento de Squad foi anunciado em outubro de 2014, quando o desenvolvedor do Project Reality, Sniperdog (também conhecido como Will Stahl), publicou um tópico nos fóruns do Project Reality. No anúncio, foi revelado que uma equipe de quinze desenvolvedores estava criando um sucessor espiritual de Project Reality, utilizando a Unreal Engine 4 da Epic Games.
A campanha de Kickstarter do jogo foi lançada em maio de 2015. Ela oferecia seis níveis de apoio com diferentes recompensas, como brindes, recompensas dentro do jogo e acesso à versão pré-alfa. Cinco dias após o início da campanha, o jogo já havia arrecadado mais de 200 mil dólares.
Em 5 de abril de 2015, Squad foi incluído no serviço Steam Greenlight e anunciado em uma atualização intitulada "Vote For Us". O jogo foi oficialmente aprovado na plataforma oito dias depois.
Squad foi lançado em acesso antecipado na Steam em 15 de dezembro de 2015, e teve seu lançamento oficial em 23 de setembro de 2020.
Atualmente, Squad está na versão 8.2.1, lançada em 4 de dezembro de 2024.

## Recepção
Até 2022, o jogo já havia vendido mais de 3 milhões de cópias.